# Agapanthia dahli
Agapanthia dahli là một loài bọ cánh cứng trong họ Cerambycidae.